# Teoderik 1. af Austrasien
Teoderik 1. af Austrasien (fransk: Thierry) (død 533 eller 534) var merovingernes konge af Metz, Reims eller Austrasien, som det varierende blev kaldt, mellem 511 og 533/534.
Han var søn af Klodevig 1., enekonge af frankerne, og han arvede Metz i 511, da hans far døde. Men i henhold til saliske traditioner blev kongedømmet delt mellem Clodevigs fire overlevende sønner: Childebert 1. i Paris, Clodomer i Orléans og Klotar 1. i Soissons. Tidlig i hans styre sendte han sin søn Teodebert for at kæmpe mod den danske kong Chlochilaicus (tolket som Hygelac i Beowulf) som havde invaderet hans rige. Teodebert besejrede og dræbte Chlochilaicus.
Teoderik blev involveret i krigen mellem den thüringerske kong Hermanfrid og Hermanfrids eneste overlevende broder, Baderik. I bytte for hans hjælp skulle Teoderik få det halve af hans kongedømme. Baderik blev besejret, men landet, som Teoderik var blevet lovet, blev ikke overdraget.
De fire sønner af Klodevig kæmpede så alle mod Sigismund af Burgund og Godomar, bugundernes konge. Godomar flygtede og Sigismund blev taget til fange af Clodomer. Teoderik giftede sig med Sigismunds datter. Godomar samlede burgundernes hær og vandt sit kongedømme tilbage. Clodomer, hjulpet af Teoderik, besejrede Godomar men døde i kampene i Vézeronce.
Teoderik angreb så sammen med sin broder Klotar og hans søn Thüringen for at hævne sig på Hermanfrid. Thüringen blev erobret, og Klotar fik Radegund, datter af kong Berthar (Hermanfrids afdøde broder). Efter at have indgået en traktat med sin broder Childebert døde Teoderik i 534. Da han døde, gik tronen uhindret til Teodebert, selv om det kunne se ud som om, den skulle gribes af en af de andre konger.